# Hoya butleriana
Hoya butleriana är en oleanderväxtart som beskrevs av Kloppenb., Siar, Guevara och Carandang. Hoya butleriana ingår i släktet Hoya och familjen oleanderväxter. Inga underarter finns listade i Catalogue of Life.